# Tygarrup muminabadicus
Tygarrup muminabadicus är en mångfotingart som beskrevs av Titova 1965. Tygarrup muminabadicus ingår i släktet Tygarrup och familjen storhuvudjordkrypare. Inga underarter finns listade i Catalogue of Life.